# 克勞茨凱湖
52°5′59″N 14°31′14″E / 52.09972°N 14.52056°E

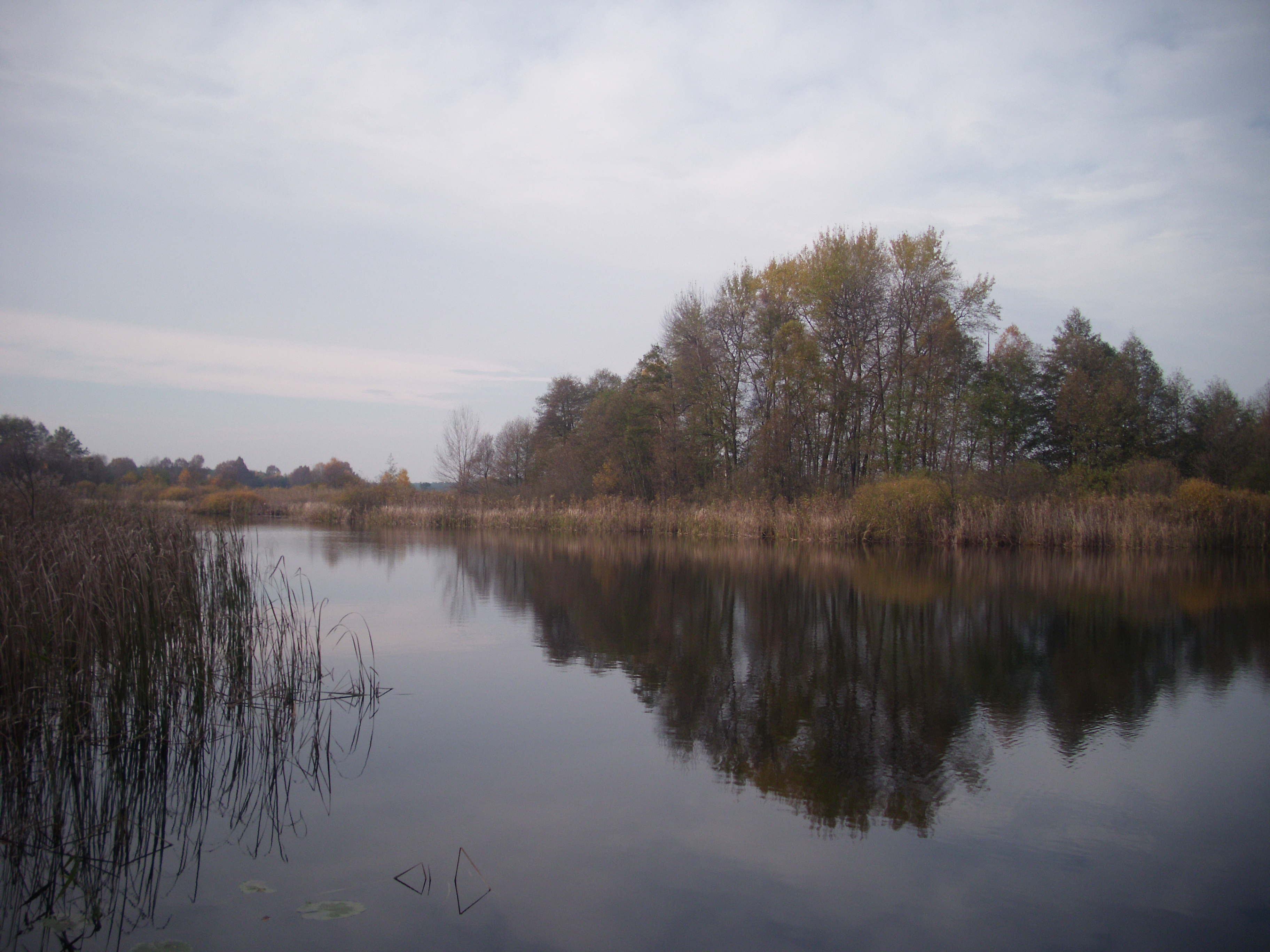

克勞茨凱湖（德語：Klautzkesee），是德國的湖泊，位於該國西南部，由勃蘭登堡州負責管轄，處於奧得-施普雷縣，距離艾森許滕施塔特13公里，面積0.07平方公里，海拔高度116米。